# ピリッポス3世
ピリッポス3世（ギリシア語: Φίλιππος Γ'、紀元前359年 - 紀元前317年12月25日）は、アルゲアス朝のマケドニア王（在位：紀元前323年 - 紀元前317年）。本名はアリダイオス（Αρριδαίος）、ピリッポス2世の庶子で、アレクサンドロス3世（アレクサンドロス大王）の異母兄にあたり、アレクサンドロスの名目的な後継者とされた。

## 生涯

### アリダイオスの登場
マケドニア王ピリッポス2世とラリサ出身の踊り子ピリンナのあいだに生まれた。庶子であったが、やがて父ピリッポスの結婚問題をめぐって彼と異母弟アレクサンドロスの仲が険悪化し、一時アレクサンドロスが母のオリュンピアスとともにマケドニアを出奔する事態などになったため、アリダイオスの地位が相対的に向上し、アレクサンドロスのライバルと見なされるようになった。プルタルコス『英雄伝』によればオリュンピアスはアリダイオスの影響力が強まるのを恐れ、彼に毒薬を盛ったという。アリダイオスは一命を取り留めたものの、毒の後遺症で知的障害となり、事実上王位継承の資格を喪失した。
その後、アリダイオスはマケドニア宮廷において長らく日陰の存在であったが、一代で大帝国を築き上げた弟のアレクサンドロスが紀元前323年に急死したことから、事態が急転回する。アレクサンドロスには王位を託すに足る息子がおらず、しかもその遺言は「最も強き者がわが後を継げ」という、諸将にとっては大いに困惑させられるものであった。
アレクサンドロスの死後その家臣たちはバビロンで今後の体制を決定する会議を開いた（バビロン会議）。当時血縁上アレクサンドロスに近しい者としては、まず彼と愛妾バルシネの間に生まれたヘラクレスがいたが、幼少のうえ庶出という弱みがあった。武将ネアルコスは彼を推薦したが、賛同する者は皆無であったという。アレクサンドロスの正妃ロクサネは当時妊娠6ヶ月であったが、むろん生まれてくる子供の性別もわからない状態では如何ともしがたかった。将軍ペルディッカスはひとまず彼女の出産まで事態を据え置くことを提案したが、プトレマイオスはいずれにせよ異国人の血を引くことになる王子の継承に反対し、重臣たちの合議制を提案した。武将メレアグロスは他の者たちの口論を一蹴し、いち早く軍隊の掌握を図った。
クルティウス・ルフスの『アレクサンドロス大王伝』によれば、このとき無名の兵士が突然アリダイオスの名をあげ、彼こそが王たる資格を持つ唯一の人物であると主張した。多くの者はこの意見に賛同し、大勢は一挙にアリダイオスに傾いた。当時バビロンに居合わせたアリダイオスが直ちに連れてこられ、ピリッポスの名によって歓呼を受けると、メレアグロスが即刻彼の支持を表明し、後見人として事実上の最高権力者となることをはかった。恐れを抱いたペルディッカスとメレアグロスの間であわや内戦が起こりかけたが、この時アリダイオスは兵士たちに戦いをやめるように説得し、見事に開戦を阻止してみせた。しかしわずか数日後、軍隊を清める儀式の最中に、ペルディッカスの策によってメレアグロスは支持者もろとも滅ぼされた。
こうしてペルディッカスがひとまず主導権を確立し、武将たちにおのおのの管轄地域を指定して帝国を分割した。アリダイオスはマケドニア王ピリッポス3世として即位したが、大王の妃ロクサネの出産を待ち、生まれてくる子供が男子であれば出生の時点からアリダイオスの共同統治者となることが取り決められた。

### 傀儡の王
ロクサネはまもなく男子を産み落とし、生まれてきた子供はアレクサンドロス4世と名づけられ、（形だけではあるが）ピリッポスの共同統治者とされた。その結果ペルディッカスが帝国摂政としてアレクサンドロス4世を後見し、人望のあった武将クラテロスがピリッポス3世の後見人となることが定められた。しかし、アレクサンドロス大王の遺領をめぐる武将達の争い（ディアドコイ戦争）は収まることはなく、紀元前321年にクラテロスもヘレスポントスの戦いで敗死した。その後、ピリッポス3世はマケドニア本国に移されたが、間もなくここでカッサンドロスとポリュペルコンが帝国摂政の地位をめぐって争いを起こした。ピリッポス3世の妻エウリュディケ2世はこの際に、カッサンドロスと結んでマケドニア王家の実権を握ろうとした。これに対しポリュペルコンと同行していたオリュンピアスは軍を自ら軍を率いてマケドニアに乗りこんできた。紀元前317年オリュンピアスによってピリッポス3世は捕えられ、処刑された。